# Tico-tico-de-bico-laranja
Tico-tico-de-bico-laranja  (Arremon aurantiirostris) é uma espécie de ave da família Fringillidae.
Pode ser encontrada nos seguintes países: Belize, Colômbia, Costa Rica, Equador, Guatemala, Honduras, México, Nicarágua, Panamá e Peru.
Os seus habitats naturais são: florestas subtropicais ou tropicais húmidas de baixa altitude.